# 電子線描画装置
電子線描画装置（でんしせんびょうがそうち、電子ビーム描画装置、電子ビーム露光装置、EB (electron beam) 露光装置、Electron Beam Lithography Exposure）は、電子線加工装置と走査型電子顕微鏡を応用したもので、主に半導体用レチクル作成に用いられる。電子銃から発せられた電子線を電子レンズやアパーチャー、デフレクタなどを通し、X-Y-Zステージを微細に制御しながらマスクブランクスへ照射して目的のパターンを露光する。また、マーク付きウェハーへの直接描画（ダイレクト描画）機能を持つものもある。

## 電子線描画装置の種類

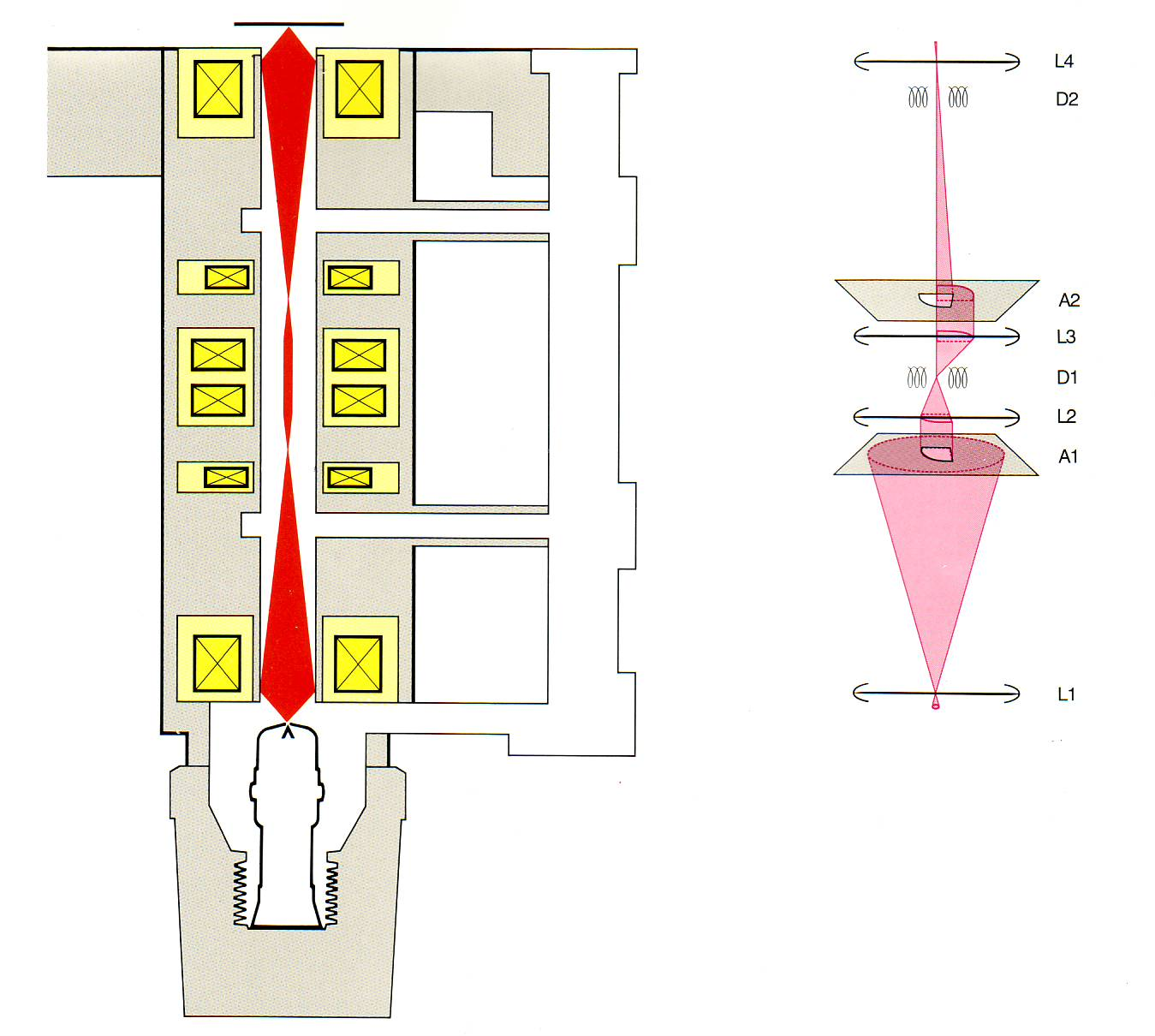
可変成形ビーム（矩形ビーム）光学系
画像下が光源、上が描画対象

スポットビーム（ポイントビーム）
電子銃（エミッタ、またはカソード）から発せられる電子線の断面形状が円形をしており、偏向器（デフレクタ）およびX-Yステージの移動に同期させながら連続照射してパターン描画を行うことを特徴とする。電子線の径は変えられるが矩形ビームに比べて1ショットあたりのビーム照射面積が小さいことから、スループットは悪い。しかし数十nm - 数nmまでの微細なパターン描画が可能であるため、主に次世代設計ルールによる試作やMEMSなどの研究開発用に用いられる。
可変成形ビーム（矩形ビーム）
電子銃（エミッタ）から発せられる電子線を成形アパーチャーと呼ばれる矩形の穴を何段か通すことにより電子線形状を矩形に変え、X-Yステージの移動に同期させながら連続照射してパターン描画を行うことを特徴とする。スポットビームに比べて微細なパターンは描画できないが、1ショットあたりの描画面積が可変であるためスループットが良く、レチクルの量産工程向けや量産用のLSIに向けたレチクル作成に用いられる。
Character Projection（CP）方式ビーム
ある特定形状の開口を複数個形成したマスクをアパーチャーとして使用し、マスク内に各所で使用されている同一形状のパターンを低加速電子ビームで露光する、ショット数を削減し高速化する非可変成形ビーム露光方式。可変成形ビームと組み合わせることでウエハーへの露光のスループットを上げる。

## 電子線描画装置の機構

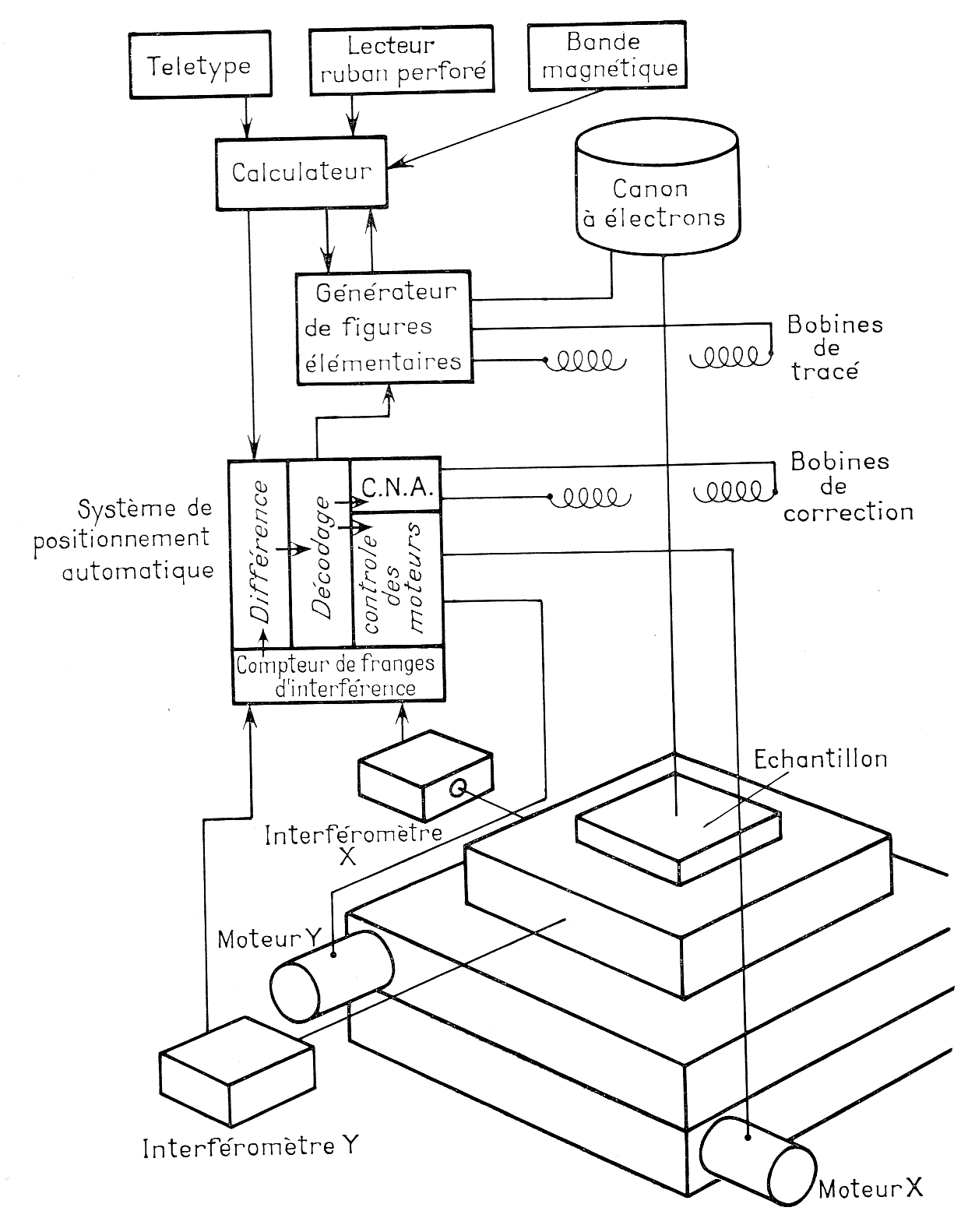
電子線描画装置概略

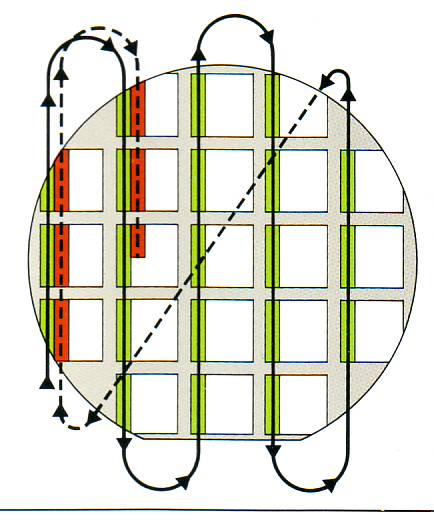
ウェハへのダイレクト描画露光軌跡の例

電子線描画装置は走査型電子顕微鏡（SEM）とほぼ同じ機構を持っており、相違点は微細な移動が行える精密X-Yステージ、高真空制御機構、微細測長機能、温度制御機構、ブランキング機構、ビーム径測定機構、高さ検出器などである。一部のメーカーでは電子顕微鏡を改造してこれらを追加し、電子線描画装置にするサービスがある。
電子線源（電子銃）
スポットビームは熱電子電界放出型（Thermal FEG (T-FEG)）としてZrO/W（酸化ジリコニウムタングステン）、矩形ビームはLaB6（6硼化ランタン）単結晶が用いられることが多い。
ブランキング機構
X-Yステージ移動時や偏光器による電子線照射場所の移動時などにおいてはそのまま電子線を照射していると移動軌跡にあわせて描画されてしまうので不都合があること、またビーム源からの電子線照射を止めると再度出力するときに電子線が安定するまで時間がかかる。このため電子線の出力は止めず描画したくない場合にはブランキング機構を作動させる。ブランキング機構には電子線偏向器とブランキング専用アパーチャーを用いることが多い。
高電圧発生部
10KV～100KV程度の高電圧を高精度かつ安定的に供給する。
電子レンズ
静電偏向、電磁偏向により電子線を縮小または焦点合わせをする。
偏向器（デフレクタ）
電子線を一定の範囲で任意の位置に照射するために静電偏向器または電磁偏向器を用いる。X-Y-Zステージでは制御が難しい数十um～nm単位のビーム位置補正などを行う。
収差補正
対物アパーチャーや静電式収差補正電極などにより、各種の収差を補正する。
X-Y-Zステージ
パターン露光に合わせて一定のステップでステージを動かす。ステージの移動量制御には真空チャンバー外部設置のモーターとレーザー干渉式測長器、或いは　真空チャンバー内部設置の、非磁性・真空モータとリニアスケールが用いられ、数十um～nm単位の移動動作を行う。それ以下の位置制御は偏向器で行うことが多い。非磁性・真空モータとしてはリニア超音波モータが使用される。
反射電子検出器
描画位置検出やマーク付きウェハーの位置検出などにも用いられる。
二次電子検出器
二次電子は物体に電子線を照射した際、物体のごく浅い表面から発せられるため、物体の形状や表面凹凸を検出するのに適している。電子線形状測定やSEM像を確認するときなどに用いられる。
高さ検出器
ウェハーやマスクの高さを測定し、電子線照射時のフォーカス合わせに用いる。高さ測定には可視光や赤外線を用いることが多い。
電流検出器
電子線の照射量はマスクの品質に大きく影響を及ぼすため、一定期間において電子線量が正しいか測定を行っている。
ビーム径測定機構
電子線の大きさを測定する。電子線の電流検出機能があるナイフエッジとよばれる矩形開口を電子線で走査することによって、電子線の断面形状と電流を検出する。
高真空制御機構
電子線が通る部分は高真空を安定的に保持しなければならないため、ロータリーポンプ、ターボ分子ポンプ、イオンポンプなどを併用して最大で10^-8Pa程度の真空状態を保っている。また、ペニング真空計、電離真空計などの真空計により常に真空度の確認を行っている。電子銃がT-FEGの場合、電子銃周辺は10^-7Pa程度の真空度が必要である。
温度制御機構
水冷などにより、動作中に熱の発生する電子レンズやステージ、ガラスマスクやウエハー、増幅器の定温温度制御を行う。

## 主な電子線描画装置メーカー
- ニューフレアテクノロジー (NFT)（旧 東芝機械と東芝の合弁企業の独立）
- 日本電子 (JEOL)
- 日立ハイテクノロジーズ（電子線描画装置については事業縮小化）
- アドバンテスト
- HOLON
- エリオニクス
- Vistec Semiconductor Systems
- リソテックジャパン
- クレステック
- Mapper Lithography